# Clara Asunción García
Clara Asunción García (née à Elche en 1968) est une écrivaine espagnole. Ses œuvres couvrent un large éventail de genres, dont le roman d'amour, le drame intime, la littérature érotique et le roman noir.

## Biographie
Elle a écrit des nouvelles, des micronouvelles et des romans dans lesquels les relations entre femmes occupent une place centrale. L'homosexualité féminine est le thème principal de ses œuvres, dont certaines ont été reprises dans des listes de recommandations de livres, et examinées par des sites Web spécialisés. Son anthologie Y abrazarte a été finaliste de l'édition 2017 des Prix Guillermo de Baskerville, décernés par la revue littéraire Libros Prohibidos,.
Parmi ses romans, certains titres se distinguent, notamment la série mettant en scène la détective Catherine S. Maynes. Selon l'historienne de la littérature Inmaculada Pertusa, ce personnage représente un renouveau du roman policier lesbien en Espagne, car, en plus des éléments propres au roman noir, il intègre également des aspects du roman d'amour et de la littérature érotique, allant jusqu'à représenter explicitement des scènes érotiques lesbiennes avec son protagoniste, .
Pertusa ajoute également qu'Asunción García fait partie d'une génération d'écrivaines (aux côtés d'Isabel Franc et de Susana Hernández) influencées par les œuvres de Jean M. Redmann et pionnières dans le développement de la thématique du lesbianisme dans le roman policier — dans le cas de García, avec une tonalité érotique marquée.
Elle a participé à des événements pour la défense des droits des personnes LGBTQ+ : en donnant des conférences lors d'événements de la Pride et en participant à la Foire du livre LGTBQ à Chueca. Elle écrit des articles pour des sites Web spécialisés dans les questions lesbiennes, tels que Hay una lesbiana en mi sopa.

## Liste des oeuvres

### Nouvelles et anthologies
- (es) La perfección del silencio, Editorial Egales, 2013 (ISBN 978-84-15899-00-6).
- (es) Tras la coraza, Editorial Egales, 2016 (ISBN 978-84-16491-36-0).
- (es) Elisa frente al mar, CreateSpace, 2013 (ISBN 978-1495951343).
  - Face à la mer, Éditions dans l'Engrenage, 2015 (ISBN 978-2915342383).
  - (en) Elisa face à la mer, CreateSpace, 2016 (ISBN 978-1522898689).

### Romans
- (es) El primer caso de Cate Maynes, Editorial Egales, 2011 (ISBN 978-84-92813-50-6).
- (es) Los hilos del destino, Editorial Egales, 2014 (ISBN 978-84-15899-83-9).

#### Romans de la série Cate Maynes
- La nouvelle Las cosas que hacen clinc pop, dans l'anthologie Cada día me gustas más ( CreateSpace, 2016, (ISBN 9781540804501))
- le recueil de nouvelles Y abrazarte. Antología de relatos con esa cosa llamada amor dando la tabarra. (CreateSpace, 2016, (ISBN 9781540574572) ); finaliste de l'édition 2017 des Prix Guillermo de Baskerville, décernés par la revue littéraire Libros Prohibidos[5]
- La nouvelle ¿Te lo puedes creer? , dans l'anthologie Donde no puedas amar, no te demores (Editorial Egales, 2016, (ISBN 9788416491728) ; prologue de Josa Fructuoso (es)
- La nouvelle #Marimaryeva dans l'anthologie Ábreme con cuidado (Editorial Dos Bigotes, 2015, (ISBN 978-84-943559-8-1) ); une histoire qui rend hommage au roman Carol de Patricia Highsmith[13] ; prologue de Gloria Fortún
- Le recueil de nouvelles Sexo, alcool paracétamol et una imbécil : Colección de relatos de la détective privée Cate Maynes (CreateSpace, 2015, (ISBN 9781519508768)) ; histoires mettant en vedette le personnage de la détective Cate Maynes[14]
- La nouvelle Un perro llamado Úrsula dans l'anthologie Fundido en negro: antología de relatos del mejor caliber criminal femenino (Éditorial Alrevés, 2014, (ISBN 978-84-15900-50-4) ); histoire se déroulant dans l'univers de Cate Maynes[15], édité par Inmaculada Pertusa
- La nouvelle El camino de su piel, dont la version courte a été incluse dans le volume 2 de la revue Ámbitos Feministas (Feministas Unidas, Western Kentucky University, 2012, (ISSN 2164-0998) ). Une version en français, Le chemin de sa peau, a été incluse dans le livre Lectures d'Espagne 3. Auteurs espagnols du XXIe siècle (Lectures d'Ailleurs, Université de Poitiers, 2015, p. 375). L'histoire se déroule dans l'univers de Cate Maynes. Une version étendue a été publiée en 2015[16].